# Eddie Chapman
Pour les articles homonymes, voir Chapman.
Edward Arnold Chapman, dit Eddie Chapman, né à Burnopfield (au sud-ouest de Newcastle) le 16 novembre 1914 et mort à St Albans le 11 décembre 1997, est un gangster britannique et un espion de la Seconde Guerre mondiale. 
Il propose ses services à l’Allemagne nazie et devient ensuite un agent double britannique auprès du MI5. Son nom de code dans les services secrets anglais est « Zigzag » pour refléter son parcours personnel sinueux. Il est connu de la police britannique sous différents pseudonymes parmi lesquels Edward Edwards, Arnold Thompson et Edward Simpson. Son nom de code allemand était « Fritz » ou, après s'être fait apprécier de ses protecteurs allemands, le diminutif de « Fritzchen ».

## Biographie
Eddie Chapman est né à Burnopfield dans le comté de Durham en Angleterre. Après son service chez les Coldstream Guards dans les années 1930, période pendant laquelle il est même en poste à la Tour de Londres et responsable des clefs de la Couronne, Eddie Chapman déserte et devient un perceur de coffres dans des gangs du West End de Londres.
Il passe différentes périodes en prison pour purger ses délits. Ces gangs utilisent de la gélignite pour percer les coffres, ce qui fait que Chapman et ses associés sont connus comme le Jelly Gang. Il a des relations amoureuses avec des femmes proches de la haute société londonienne et les aurait ensuite fait chanter avec des photos compromettantes prises par un complice.
Il est arrêté en Écosse et accusé d’avoir fait sauter le coffre du siège central de la Société Coopérative d’Édimbourg. Mis à l’ombre, il fuit à Jersey dans les îles Anglo-Normandes où il tente sans succès de poursuivre son parcours criminel.
En 1939, Chapman est occupé à dîner avec sa fiancée Betty Farmer à l’Hôtel de la Plage et, lorsqu'il voit la police en civil arriver pour l’arrêter à cause de ses vols en Angleterre, il s'enfuit de façon spectaculaire par la fenêtre fermée de la salle à manger. Cette même nuit, il commet le vol bâclé, pour lequel il doit passer deux ans dans une prison de Jersey. Ironiquement, cette condamnation lui épargne plus tard au moins 14 années de prison dans sa patrie. Il apprend le français et l'allemand en autodidacte durant cette période de captivité.

### Seconde Guerre mondiale
Eddie Chapman est encore en prison quand les îles Anglo-Normandes sont envahies par les Allemands. En prison, il fait la connaissance d'Eric Pleasants, ils deviennent amis. Plus tard ils sont transférés, avec Anthony Faramus, au Fort de Romainville près de Paris. Chapman propose ses services aux Allemands comme espion. Sous la direction du capitaine Stephan von Gröning (de), chef de l'Abwehr à Paris, il apprend en France à La Bretonnière près de Nantes le maniement des explosifs, les communications radio, le saut en parachute et d’autres techniques. Il est envoyé en Angleterre pour commettre des actes de sabotage. Il est parachuté près de Littleport dans le Cambridgeshire le 16 décembre 1942 équipé d’une radio, d’un pistolet, d’une capsule de cyanure et de mille livres sterling. Sa mission est de saboter les usines d’avion de Havilland à Hatfield.

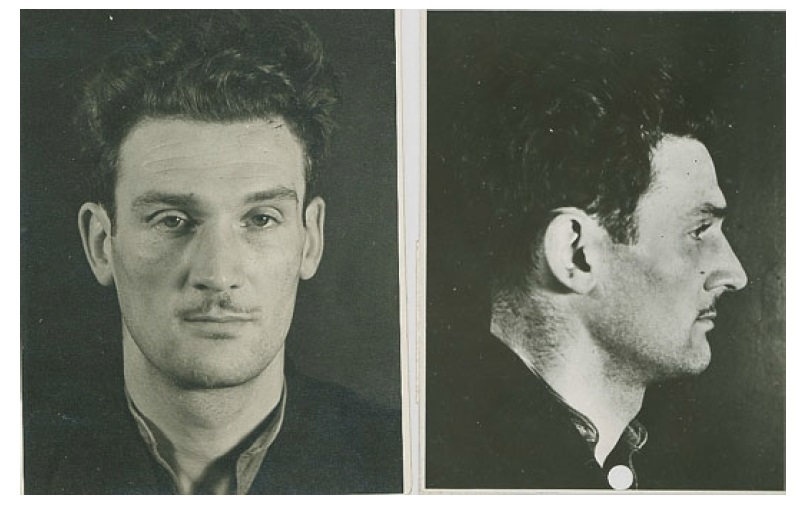
Eddie Chapman identifié par le MI5 à son retour sur le sol anglais.

Cependant, il se rend immédiatement à la police locale et offre ses services au MI5. Grâce à Ultra, le MI5 est déjà informé de sa mission. Il est interrogé à Latchmere House (en) à l’ouest de Londres, mieux connu sous le nom de Camp 020. Le MI5 décide de l’utiliser contre les Allemands et désigne Ronnie Reed comme son officier traitant (Reed est invité à rejoindre en 1940 le MI5 auquel il appartiendra jusqu'à sa retraite en 1976).
Dans la nuit du 29 au 30 janvier 1943, Eddie Chapman et des officiers du MI5 simulent un sabotage sur sa cible, les usines de Havilland à Hatfield, Hertfordshire, où le Mosquito est construit,. Des avions de reconnaissance allemands photographient le site et les dégâts simulés par Jasper Maskelyne et cela convainc les contrôleurs de Chapman que l’attaque est un succès. En mai 1943, il rentre sous le nom de Hugh Anson, un banal steward indiscipliné, voyageant sur un bateau marchand, le City of Lancaster, de Liverpool à Lisbonne au Portugal neutre où il change de bateau. Lors de son contact avec les Allemands à l’ambassade à Lisbonne, avec une rémunération de 20 000 £ on lui donne une bombe maquillée en masse de charbon à placer dans la soute à charbon. Cependant, il remet la bombe au capitaine du bateau. Les Allemands ne remarquent pas que le bateau n’est pas affecté à son voyage de retour,.

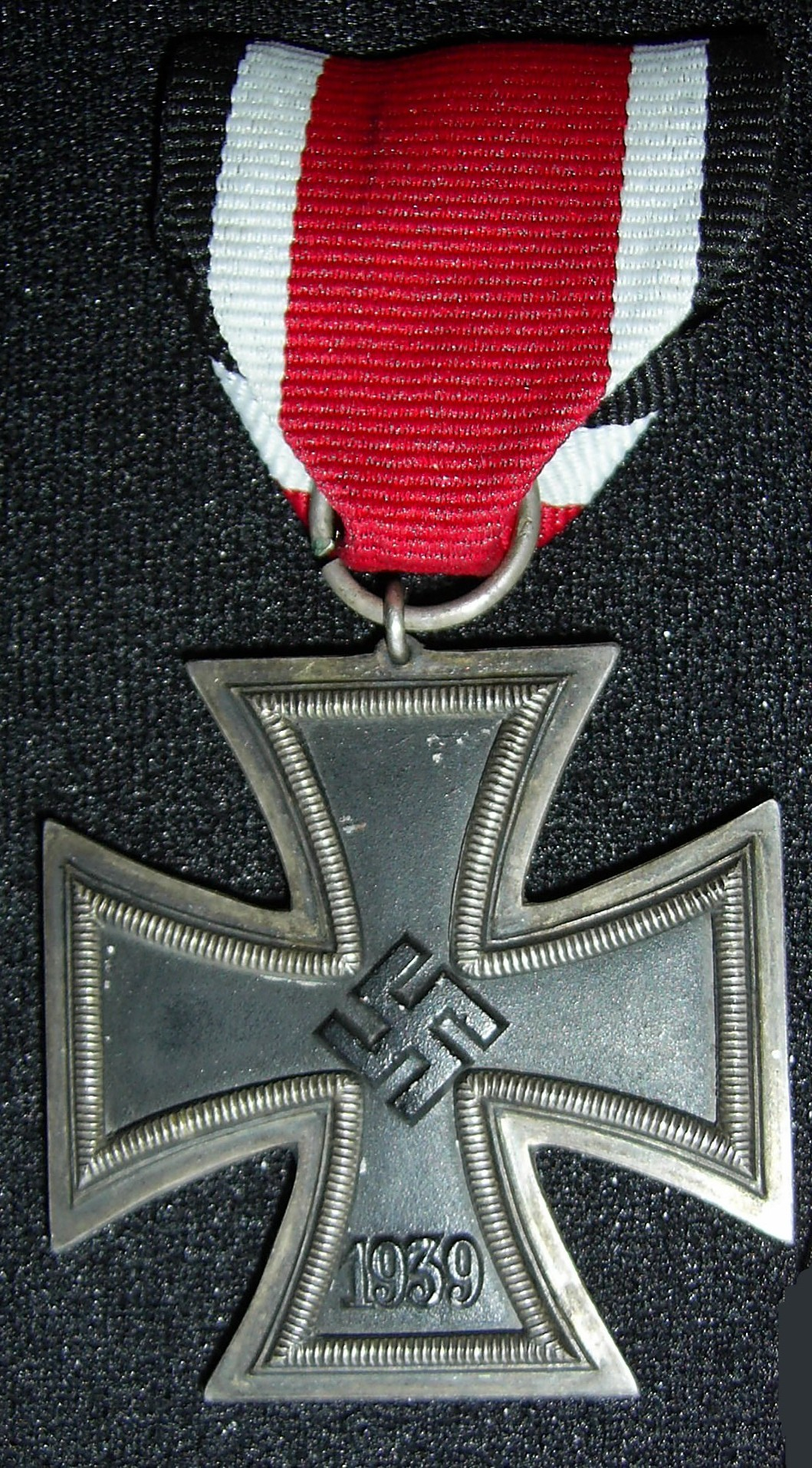
Croix de fer 1939 de, dont Chapman fut le seul récipiendaire britannique.

En avril 1943, Eddie Chapman est envoyé en Norvège pour enseigner dans une école d’espion à Oslo. Après un de-briefing par von Grunen, la croix de fer est décernée à Chapman pour avoir apparemment endommagé les chantiers Havilland et le City of Lancaster, faisant de lui le premier Britannique (et resté le seul) à recevoir un tel honneur. Chapman est incorporé à l’Armée allemande comme Oberleutnant c’est-à-dire premier lieutenant. Chapman est aussi récompensé avec 110 000 Reichsmark et son propre yacht. Un officier du MI5 écrit dans une évaluation « les Allemands en arrivent à aimer Chapman… mais quoiqu'il passe cyniquement à travers toutes les apparences, il n’a pas eu les mêmes sentiments. Chapman s’aime lui-même, aime l’aventure, et aime son pays, probablement dans cet ordre ». Quand il est à Oslo, il photographie en secret les agents allemands qui vivent dans sa maison protégée.
Lors de son retour en Angleterre, il propose au MI5 de réaliser une attaque suicide sur Adolf Hitler. En effet, Stephan von Gröning, son agent traitant (du côté allemand), lui promet qu'en cas de réussite de sa mission de sabotage, il sera placé en première ou deuxième ligne près du podium d'Hitler durant un meeting nazi. Pour des raisons inconnues cette mission n'est pas organisée et Ronnie Reed, son agent traitant anglais, demande à Chapman de « n'entreprendre aucune mission folle ».
Après l’opération Overlord, il est renvoyé en Angleterre pour signaler la précision des tirs de missiles V-1. Il raconte aux Allemands que les bombes atteignent leur cible dans le centre de Londres alors qu’elles arrivaient plus au sud. À cause probablement de cette désinformation, les Allemands ne corrigèrent jamais leurs tirs avec pour résultat que la plupart des bombes ont touché le Sud de Londres ou la campagne du Kent, faisant beaucoup moins de dégâts qu’ils auraient dû en faire. Durant cette période il est impliqué dans des activités de dopage de lévriers et s'associe avec des gangsters dans des boîtes de nuit du West End londonien. Il est aussi indiscret à propos de la source de ses revenus et par conséquent le MI5, incapable de le contrôler, le démet le 2 novembre 1944. Chapman reçoit une solde de 6 000 £ du MI5 et est autorisé à garder mille livres de l’argent reçu des Allemands. On lui accorde l’indulgence pour ses activités d’avant-guerre et les rapports du MI5 disent qu’il vit dans des endroits de Londres à la mode toujours en compagnie de jolies femmes aux mœurs raffinées.

### Vie amoureuse

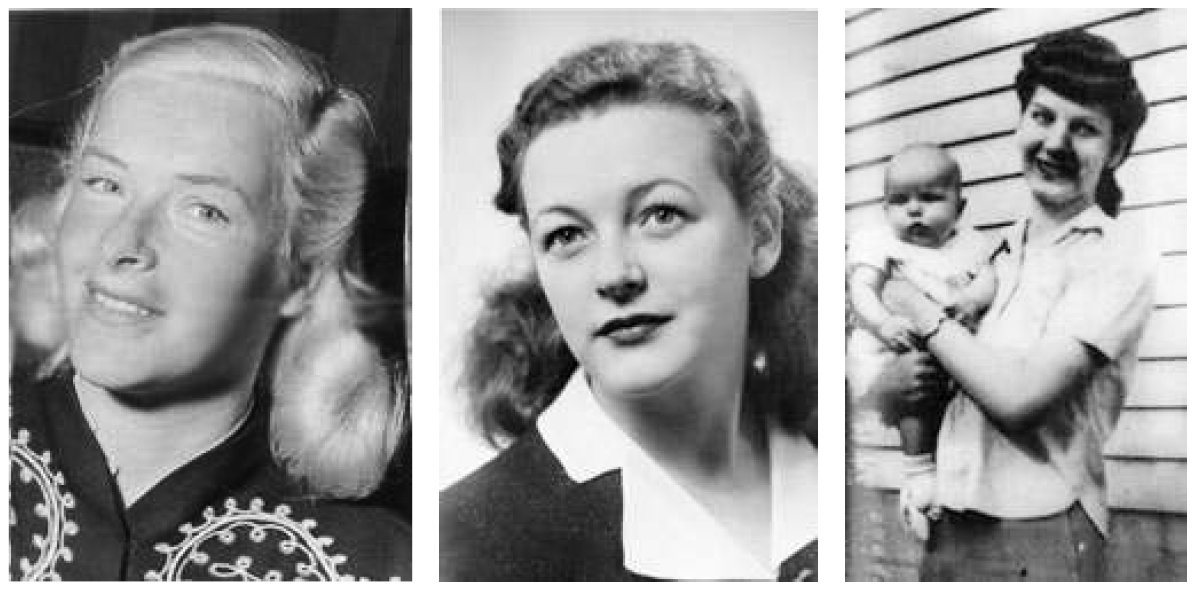
Betty Farmer, Dagmar Lahlum et Freda Stevenson avec Diane, la fille d'Eddie Chapman.

En 1936, Eddie Chapman épouse Vera Friedberg, une Juive allemande, ce mariage est très peu documenté. Durant la guerre, Chapman a deux fiancées en même temps, des deux côtés du front : Freda Stevenson en Angleterre et Dagmar Lahlum en Norvège, chacune sous la protection et l’aide financière de leur gouvernement respectif. Chapman a une fille avec Freda Stevenson, qu'ils appellent Diane. Après la guerre, il abandonne néanmoins les deux femmes pour épouser son amour d’avant-guerre, Betty Farmer, qu’il avait abandonnée en toute hâte à l’hôtel de la Plage en 1939. Ensuite, Farmer et lui ont une fille prénommée Suzanne, née en 1954.
Il avait dit à Dagmar à l’époque qu’il était un agent anglais. Cependant, Dagmar a fait six mois de prison pour avoir fréquenté un officier allemand : pensant qu'Eddie Chapman était mort, elle n’avait pas été en mesure de prouver qu’il était effectivement un agent britannique. Ils se sont revus brièvement en 1994, peu avant leurs morts respectives.

### Après-guerre

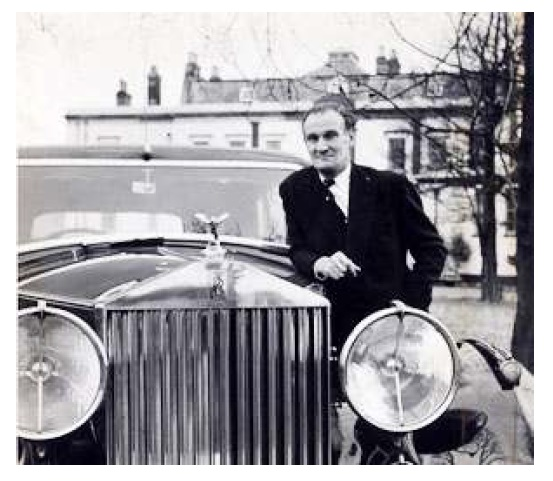
Eddie Chapman et sa Rolls Royce.

Les mémoires d'Eddie Chapman sont publiés en feuilleton en France dans l'Étoile Soir afin de rapporter de l’argent, mais il est accusé au titre de l'’’Official Secrets Act’’ et paie une amende de 50 £. Quelques années plus tard, quand ses mémoires sont publiés dans News of the World, tout le tirage est mis au pilon. Néanmoins, son livre La véritable histoire d’Eddie Chapman est finalement publié en 1953.
Le MI5 appréhendait que Chapman puisse reprendre ses activités criminelles lorsqu’il viendrait à court d’argent et qu’une fois pris il plaiderait la clémence à la suite de ses prestations ultra secrètes durant la guerre. Il a des démêlés avec la police pour différentes affaires dont de la contrebande en Afrique du Nord et à plusieurs reprises bénéficie d’appuis d’anciens officiers du service de renseignement qui confirment sa grande contribution à l’effort de guerre.
Il s'adonne durant quelques années au commerce d'antiquités et vit alors à Philadelphie. Le 7 novembre 1954, il est interdit de séjour en France, Italie, Maroc et Côte d'Ivoire.
Eddie Chapman et son épouse ouvrent alors une ferme de remise en forme Shenley Lodge à Shenley dans le comté Hertfordshire et possèdent un château en Irlande. Après la guerre Chapman, demeure ami avec le baron Stefan von Grunen, son agent traitant de l’Abwehr (connu aussi sous le nom de von Gröning, et le nom de guerre Doctor Graumann), qui traverse alors une période difficile. Plus tard, Von Grunen assiste au mariage de la fille d’Eddie Chapman.
Eddie Chapman meurt le 11 décembre 1997 d’une crise cardiaque.

## Filmographie
- La Fantastique Histoire vraie d'Eddie Chapman de Terence Young, (titre original : Triple Cross) avec Christopher Plummer, Yul Brynner et Romy Schneider. 2 h 10 min, année : 1967. DVD : 2011 (2 h 18 min)

- Pierre Dumayet, Eddie Chapman, ex-gangster, ex-espion, Cinq colonnes à la une. Production ORTF, réalisation : J.-P. Gallo. Avec E. Chapman (s'exprimant en français). - 6 janvier 1967, 19 min 29 s. Video sur le site officiel de l'INA, de Youtube.

- En 2011, BBC Two diffuse DOUBLE AGENT: The Eddie Chapman Story, un documentaire présenté par Ben Macintyre d'après son livre[20] (ce livre a été lu en version abrégée en 2012). Ce film est intégralement disponible sur ce lien.